# Thièvres (Somme)
Thièvres es una comuna francesa situada en el departamento de Somme, en la región de Alta Francia.

## Demografía
| 74 | 70 | 54 | 55 | 46 | 44 | 61 |
| Para los censos de 1962 a 1999 la población legal corresponde a la población sin duplicidades (Fuente: INSEE [Consultar]) |    |    |    |    |    |    |